# Mea Culpa (Part II)
«Mea Culpa (Part II)» es el segundo sencillo publicado por Enigma de los cuatro extraídos de MCMXC a.D.. Llegó al n.º 7 en Alemania, al n.º 21 en Austria, al n.º 10 en Suiza y al n.º 55 en el Reino Unido. 
El tema está cantado en francés y latín. El texto en francés está cantado por Sandra, cantante pop de los años 1980 y 1990, y que era entonces esposa de Michael Cretu, el creador del proyecto musical Enigma. 
La estrofa en latín hace referencia a una oración antigua en las palabras de «Kyrie Eleison», expresión griega de edad precristiana que fue transliterada posteriormente al latín, y que significa «Señor, ten piedad». 
La lluvia al comienzo de «Mea Culpa» es un sample tomado de la introducción al tema «Black Sabbath» del álbum homónimo del grupo Black Sabbath.

## Listado

### «Mea Culpa part II»
- CD maxi sencillo

1. Fading Shades Mix — 6:15
2. Orthodox Version — 3:58
3. Catholic Version — 3:54

- Vinilo, sencillo 7 pulgadas

A: Orthodox Version — 3:58

B: Catholic Version — 3:54
- Vinilo, maxi sencillo 12 pulgadas

A: Fading Shades Mix — 6:15

B1: Orthodox Version — 3:58

B2: Catholic Version — 3:54

## Posicionamiento en las listas
| Lista (Mar.-Abr. 1991) | Posición más alta |
| ---------------------- | ----------------- |
| Alemania               | 7                 |
| Austria                | 21                |
| Bélgica                | 10                |
| Francia                | 4                 |
| Italia                 | 7                 |
| Nueva Zelanda          | 34                |
| Países Bajos           | 11                |
| Reino Unido            | 55                |
| Suecia                 | 14                |
| Suiza                  | 10                |